# Juan Escribano
Juan Escribano (Aldearrubia, c. 1475 - ¿Aldearrubia? c. octubre de 1557) fue un cantor y compositor español.

## Vida
Juan Escribano nació seguramente en Aldearrubia, actualmente en la provincia de Salamanca, hacia 1475. Probablemente pasó su juventud en Salamanca, donde posteriormente realizó su estudio de Artes en la Universidad. Desde 1498 se le encuentra como tiple en la capilla de música de la Catedral de Salamanca, donde permaneció hasta 1502.
Las primeras noticias seguras que se tienen de su biografía son de su llegada a Roma en 1502, para formar parte de la capilla de música papal. Ingresó en la capilla justo antes de Juan Palomares, ambos durante los últimos años del papado de Alejandro VI, el último papa español.
Durante su estancia en Roma consiguió muchos cargos, honores y prebendas. Antes de que fuese nombrado notario apostólico por León X el 5 de junio de 1513, ya había conseguido una canonjía en Salamanca que podía disfrutar en ausencia. Un año después era nombrado abbas (tesorero) por los cantores de la capilla y en 1527 era nombrado decano del coro. En 1514 el papa León X le autorizó a legar los frutos de archidiaconato de Monleón a la canonjía de Escribano. El capítulo parece que se resistió a esta última acción, por lo que el papa tuvo que modificar su solicitud a una orden bajo pena de castigo. El primero de noviembre de 1517 el papa le concedía una canonjía en la Catedral de Oviedo. En noviembre de 1520 se dejó la canonjía de salmantina en manos de su hermano, Alfonso Escribano, en espera del regreso de Juan. Un año más tarde, el 31 de octubre de 1521 se le concedida un beneficio de 40 ducados de oro en la diócesis de Sigüenza. Escribano recibió también favores del nuevo papa Adriano VI en 1522.
Escribano mantuvo un estrecho contacto con la Basílica de Santiago de los Españoles, viviendo durante un tiempo en una de sus casas. También el papa Clemente VII le concedió favores en 1527, poco antes de que abandonara Roma tras el Saco, regresando en 1531. Posteriormente Clemente VII continuaría premiando a su cantor en 1530 y 1532. Escribano finalmente dejó Roma de forma definitiva en agosto de 1539, un hombre rico.
A su regreso a España se instaló en Aldearrubia, donde construyó la casa más imponente del pueblo, que dejó en herencia al cabildo catedralicio. La iglesia parroquial de San Miguel se convirtió en la más suntuosa y adornada de la diócesis gracias a las donaciones del cantor. Escribano también concedió una dotación a la iglesia de Villanueva de Lugo para que realizasen cuatro misas a la semana.
Juan Escribano fallecía en octubre de 1557. Un año más tarde una nueva generación de cantores pontificios atendía a una misa en honor de Escribano en la Basílica de Santiago de los Españoles.

## Obras
Se conservan varias obras suyas en códices del Vaticano. Destacan dos magníficat: Sexti toni a 4 y 6 voces y Paradisi porta a 6 voces. Ambas composiciones muestran la cultura musical de Escribano, a la altura de los mejores compositores españoles entre Peñalosa y Morales.
Dos de sus composiciones seculares, una frottola y una mascherata, fueron publicadas en Roma por Andrea Antico en su Canzoni nove (1510).